# Liste des évêques de Vaison
Pour un article plus général, voir Diocèse de Vaison.

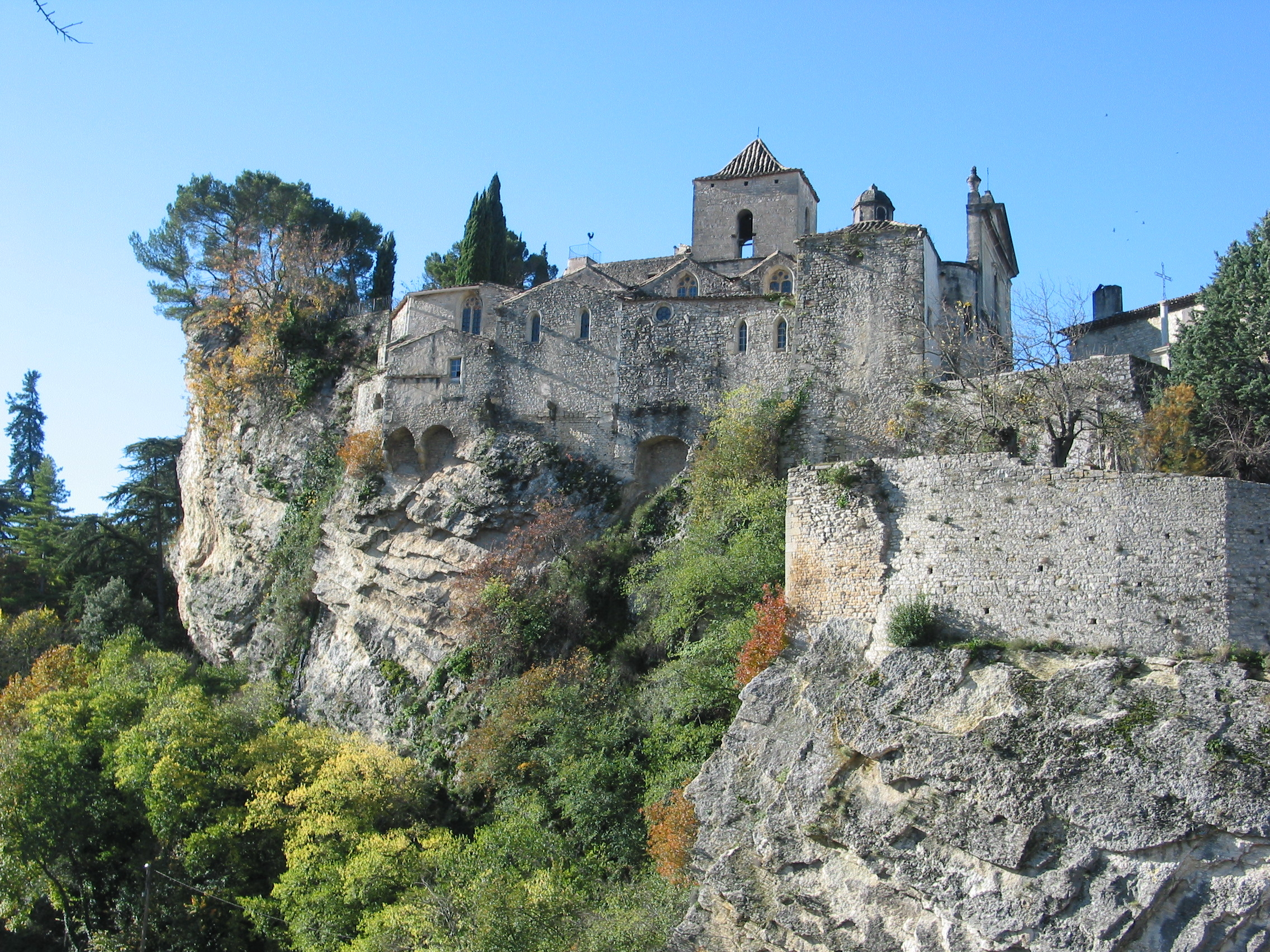
Cathédrale de la Ville Haute, Vaison-la-Romaine.

La liste des évêques de Vaison, aujourd'hui Vaison-la-Romaine dans le département français du Vaucluse, commence au IIIe siècle, alors que Vaison (Vasio Vocontiorum) est le chef-lieu de la cité des Voconces dans la province romaine de Gaule narbonnaise. 

## De l'Empire romain auXIIIesiècle

### Sous l'Empire romain
- Saint Albin Martyr 263-314 (cet Albinus est probablement une invention de Dom Polycarpe de la Rivière, moine érudit du XVIIe siècle)
- Daphnus (Dammas) 314-347[1], présent au concile d'Arles (314)
- Emilien  347-367
- Concordius  367-419
- Julien  419-439
- Auspicius  439-450[2]
- Fonteïus  450-483

L'empire romain d'Occident, créé en 285 par Dioclétien, est aboli en 476 par le Germain Odoacre.

### Sous les rois burgondes et les rois francs mérovingiens
Le roi des Francs Clovis est baptisé en 496 à Reims ; en 534, ses fils mettent fin au royaume des Burgondes, installé dans la région depuis les années 440 (dans le cadre de l'empire romain finissant).
- Donidius  483-506
- Papolus  506-511
- Etilius  511-517
- Gemellus  517-524
- Eripius  524-526
- Alethius  527-541
- Saint Théodose  541-556
- Saint Quenin[3]  556-575
- Saint Barse  575-581
- Artemius  581-644?
- Pétronius Aredius 644

### Vacance du siège (644-813)
Cette vacance dure 129 ans

### Période carolingienne
En 751, le Carolingien Pépin le Bref se fait reconnaître comme roi des Francs par le pape ; son fils Charlemagne est couronné empereur d'Occident le 25 décembre 800 à Rome ; en 843, le diocèse fait partie de la Francie médiane (traité de Verdun), puis de la Lotharingie.
- Jean I  813-853
- Simplicius  853-855
- Helie  855-911
- Umbert I  911-933
- Ripert I  933-982

### Période du Saint-Empire et des comtes de Toulouse
En 962, Otton Ier rétablit un empire, traditionnellement appelé Saint-Empire romain germanique, incluant les territoires de la Lotharingie. Vaison fait donc partie du Saint-Empire, mais très vite, la région devient un fief des comtes de Toulouse. Au XIIIe siècle, le comté de Toulouse entre dans le domaine royal de France : le roi de France devient maître du Comtat Venaissin.
- Amalric I 982-983
- Umbert/Imbert II 983[4]-996

- Benoît I  996-1000 ou 1003
  - Imbert 1000?-1003?
  - Almerade 1003-1005
- Umbert III  1005-1007
- Pierre I 1003-1040(?)[4]
- Pierre II de Mirabel 1010-1030[4]
- Benoît II  1059-1060

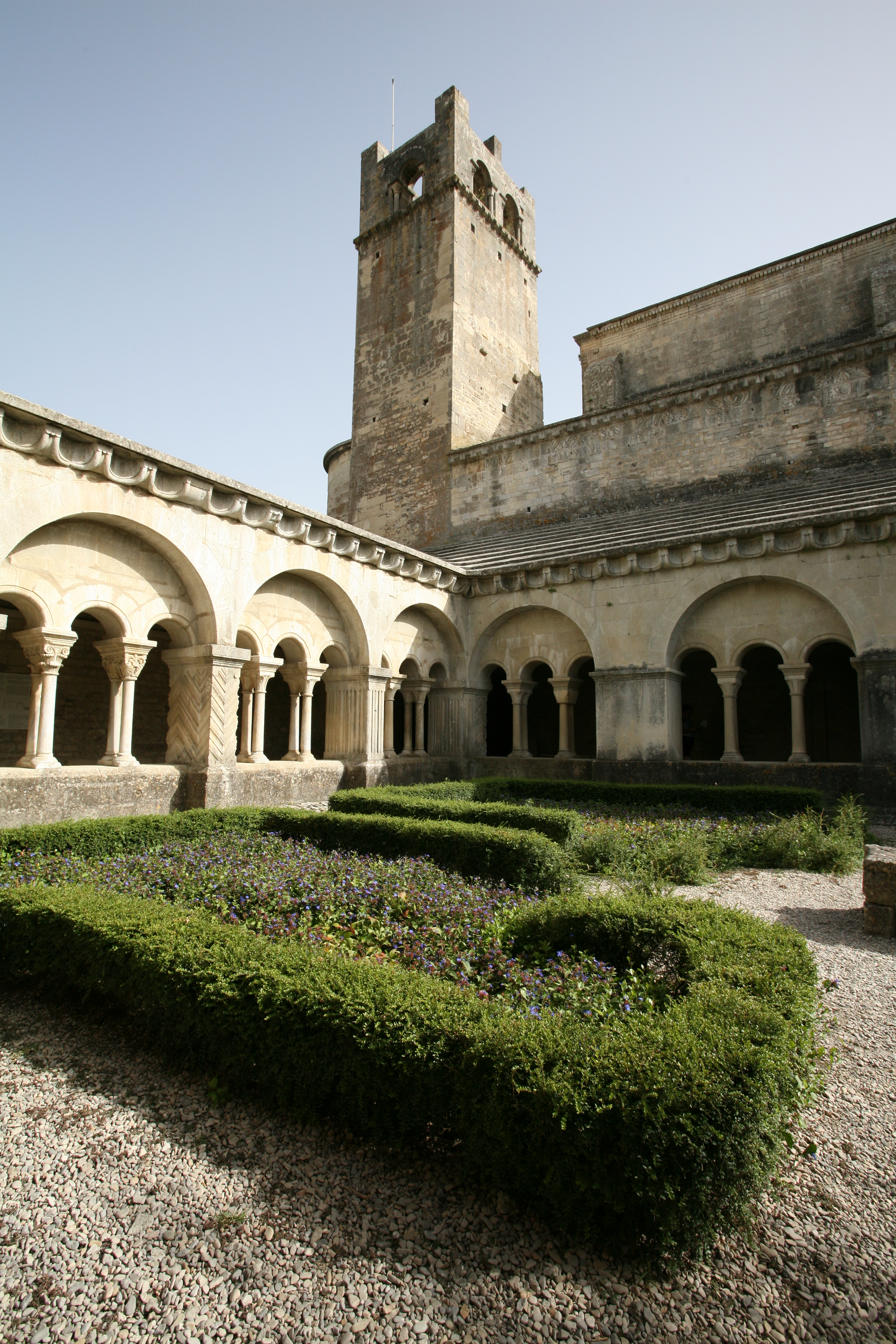
Pierre de Mirabel fait construire le cloître de la cathédrale Notre-Dame-de-Nazareth de Vaison.

- Pierre III 1053/60 ?-1090/1103, petit-neveu de Pierre II[4]
- Raimbaud I  1103-1107
- Rostang  1107-1142
- Bérenger de Mornas  1142-1178
- Bertrand de Lambesc  1178-1185
- Bérenger de Reilhane  1185-1190
- Guillaume de Laudun  1190-1193
- Raimbaud de Flotte  1193-1212
- Ripert de Flotte  1212-1241
- Guy I 1241-1250
- Faraud  1250-1271
- Giraud de Libra  1271-1279

## Dans le Comtat Venaissin pontifical (1274-1791)

### Fin du Moyen Âge
En 1274, Philippe III, fils de saint Louis, cède le Comtat Venaissin et Avignon au pape.
- Bertrand II  1279-1280
- Giraud II  1280-1296
- Raimond de Beaumont  1296-1332
- Jean II  1332-1333
- Bertrand III  1333-1335
- Gocio(Gozzio, Gothius) de Bataille 1335-1336, cardinal
- Ratier  1336-1341
- Pierre de Casa, patriarche de Jérusalem  1341-1348
- Pierre de Beret  1348-1356

| Portrait | Armoiries | Épiscopat   | Titulaire        | Notes |
| -------- | --------- | ----------- | ---------------- | ----- |
|          |           | 1356 à 1362 | Laurent d'Albiac |       |

- Jean Maurel  1362-1370
- Pierre Boyer  1370-1376
- Eblon de Meder  1376-1380
- Raimond de Bonne (de l'ordre des Prêcheurs) 1380-1395
- Radulph  1395-1406
- Guillaume de Pesserat  1406-1412
- Hugues de Theissiac 1412-1445

| Portrait | Armoiries | Épiscopat   | Titulaire    | Notes |
| -------- | --------- | ----------- | ------------ | ----- |
|          |           | 1445 à 1473 | Pons de Sade |       |

- Jean de Montmirail  1473-1479
- Amauric II  1479-1482
- Odon Alziassi  1482-1483
- Roland  1483-1485

### XVIesiècle
- Benoit de Paganottis (de l'ordre des Prêcheurs) 1485-1523
- Jérôme Sclede (it) 1523-1533
- Thomas Cortés  1533-1544
- Jacques Cortès Patriarche  1544-1566

| Portrait | Armoiries | Épiscopat   | Titulaire                  | Notes                                                               |
| -------- | --------- | ----------- | -------------------------- | ------------------------------------------------------------------- |
|          |           | 1566 à 1585 | Guillaume II de Cheisolme  | Statue de Guillaume II de Cheisholme à Crestet                      |
|          |           | 1585 à 1629 | Guillaume III de Cheisolme | Il existe un portrait de Guillaume de Cheisolme au musée de Valence |

### XVIIesiècle
| Portrait | Armoiries | Épiscopat   | Titulaire                | Notes |
| -------- | --------- | ----------- | ------------------------ | --- |
|          |           | 1629 à 1633 | Michel Dalmeras          | |
|          |           | 1633 à 1666 | Joseph Marie de Suarès   | |
|          |           | 1666 à 1670 | Charles Joseph de Suarès | Frère du précédent. Inhumé dans la cathédrale de Vaison.                                                                                     |
|          |           | 1671 à 1685 | Louis Alphonse de Suarès | Neveu des précédents |
|          |           | 1685 à 1703 | François Genet           | est né à Avignon en 1640 petit-fils et fils de juriste, sacré à Rome à 46 ans comme évêque de Vaison. Auteur du livre La Morale de Grenoble. |

### XVIIIesiècle
| Portrait | Armoiries | Épiscopat   | Titulaire                                                       | Notes |
| -------- | --------- | ----------- | --------------------------------------------------------------- | --- |
|          |           | 1703 à 1723 | Joseph-François Gualtieri                                       | est né le 18 novembre 1659 à Carpentras dans le Vaucluse, il est nommé évêque de Vaison le 19 février 1703 et meurt dans sa charge le 20 novembre 1723. |
|          |           | 1724 à 1748 | Joseph-Louis de Cohorn de la Palun                              | est né le 13 janvier 1670 à Carpentras dans le Vaucluse, il est nommé évêque de Vaison le 20 décembre 1724 et meurt dans sa charge le 24 janvier 1748.  |
|          |           | 1748 à 1758 | Paul-Loup de Salières de Fosseran                               | est né en septembre 1682, il est nommé évêque de Vaison le 2 décembre 1748, et meurt dans sa charge en août 1758.                                       |
|          |           | 1758 à 1786 | Charles-François de Pélissier de Saint-Ferréol                  | est né le 2 mars 1709 à Visan dans le Vaucluse, il est nommé évêque de Vaison le 18 décembre 1758, il se retire en 1786 et meurt en 1789.               |
|          |           | 1786 à 1790 | Étienne André François de Paul de Fallot de Beaumont de Beaupré | est né 1er avril 1750 à Avignon dans le Vaucluse et meurt le 26 octobre 1835 à Paris.                                                                   |

## Époque contemporaine

### Période de la Révolution française
En 1791, sous le règne de Louis XVI, l'Assemblée nationale constituante décide l'annexion du Comtat Venaissin et d'Avignon, qui deviennent le département du Vaucluse. 
En septembre 1792, la Convention établit la République en France, qui entre (entre autres) dans une période de violente déchristianisation. 
En 1799, le général Napoléon Bonaparte établit le régime du Consulat et, en 1801, conclut un concordat avec le pape. 

### Après le concordat de 1801: dans le diocèse, puis archidiocèse d'Avignon
Le territoire de l'ancien diocèse de Vaison est rattaché au diocèse d'Avignon, correspondant au département du Vaucluse. 
De 1877 à 2009, ce diocèse devient l'archidiocèse d'Avignon-Apt-Cavaillon-Carpentras-Orange-Vaison. 

### Depuis 2009: siège titulaire
Le siège de Vaison est rétabli en 2009 comme siège titulaire, c'est-à-dire que le titre d'évêque de Vaison ne donne aucun pouvoir territorial, l'archevêque d'Avignon reste le seul ordinaire du diocèse où se trouve la paroisse de Vaison-la-Romaine.
Le titre est attribué le 14 décembre 2018 par le pape François à Bruno Valentin.
| Portrait | Armoiries | Épiscopat   | Titulaire      | Notes |
| -------- | --------- | ----------- | -------------- | --- |
|          |           | 2018 - 2022 | Bruno Valentin | Né le 22 janvier 1972 à Nancy (Meurthe-et-Moselle), il est nommé évêque titulaire de Vaison le 14 décembre 2018 et ordonné évêque auxiliaire de Versailles le 20 janvier 2019. Nommé évêque coadjuteur du diocèse de Carcassonne et Narbonne le 15 juillet 2022. |
|          |           | 2022        | Ivan Brient    | Né le 17 janvier 1972 à Plougoumelen (Morbihan), il est nommé évêque titulaire de Vaison et évêque auxiliaire de Rennes le 7 octobre 2022 mais renonce pour raisons de santé le 16 novembre de la même année sans avoir été ordonné.                             |
|          |           | 2022-       | Jean Bondu     | Né le 17 juillet 1966 aux Essarts (Vendée), il est nommé évêque titulaire de Vaison et évêque auxiliaire de Rennes le 30 novembre 2022. Il est ordonné le 22 janvier 2023.                                                                                       |